# Kabulistan
Kabulistan o Zabulistan eren els territoris orientals del Gran Khorasan centrats a la ciutat de Kabul. Unes altres antigues denominacions per a les diferents regions de Pèrsia són Sejistan (Sidjistan) o Sistan, Takharistan o Tukharistan i Paropamisadon (Paropamísades).
En alguns períodes històrics el Kabulistan comprenia diversos regnes independents. Sota el nom de Paropamisadon fou un districte de les muntanyes Paropamisos, habitat pels paropamísades, que limitava a l'oest amb Ariana, al nord amb Bactriana, a l'est amb l'Indus i al sud amb Aracòsia. Els dos rius principals eren el Dargamenes (modern Gori) i el Cophen (riu Kabul) i les ciutats principals Ortespanum (Kabul), Alexandreia (potser Bamian), Gauzaca i Capissa o Caphusa. Les valls, tot i que molt fredes a l'hivern, eren força fèrtils.
El pelegrí xinès budista Xuan Zang li dona el nom de Tsau-kiu-č'a. Al segle vii es definia com la regió entre Bamiyan a l'oest i Lamghan a l'est i s'esmenta a les fonts armènies com Zaplastan o Zapulistan. El Kabulistan abraçava al segle VIII o IX l'actual província de Kabul, Jalalabad, Kapisa (al nord), Peshawar (al sud), Chitral a l'est i Ghazni a l'oest. A algunes fonts (com ara a les memòries de Babur), el Swat i parts de Bactriana estan incloses al territori del Kabulistan. Al segle x (vers 985) al-Mukaddasi (que l'esmenta com Djawlistan) hi incloïa les regions al nord de Gazni i del Zabulistan (és a dir la vall del Logar). En aquest temps (segles VII a X) hi governaven uns sobirans coneguts com els zunbils (la similitud entre Zunbil i Zabul és casual) probablement d'origen heftalita, que tenien la vall de Zabul o Zabulistan com a residència d'estiu. Sota els abbàssides, els àrabs van lluitar repetidament contra els zunbils, destacant el general Maan ibn Zaida, al servei del califa al-Mansur, que va perseguir al Zunbil fins a l'interior de la vall del Zabulistan al tercer quart del segle viii. El 870 el saffàrida Yakubn ibn al-Layth va aconseguir penetrar profundament als dominis dels zunbils fins a Gazni i Gardiz, arribant finalment a Kabul. La regió fou islamitzada a partir de llavors. No se sap si els Lawik, que dominaven a Gazni al segle X (quan Alptigin va atacar la ciutat) eren una branca dels Zunbils o uns vassalls, i en general la relació entre ells. Mahmud de Gazni a l'inici del segle xi es va casar amb una dona d'una família local del Zabulistan i per això apareix ocasionalment esmentat com Mahmud-i Zawuli.
Fou després d'aquesta època (inicis del segle xi) que el nom de Kabul fou donat a la vila i no a la vall de Kabul o Kabulistan. La paraula Afganistan fou atribuïda antigament a les parts del sud del modern Afganistan que era habitava pels paixtus, regió que és avui dia coneguda com a Paixtunistan. Dins de l'Afganistan es va crear la província de Zabulistan o Zabul el 1964.